# Tympanometria
Tympanometria – forma nieinwazyjnej metody badania słuchu. Polega na mierzeniu odbicia fali dźwiękowej od błony bębenkowej podczas zmiany ciśnienia w przewodzie słuchowym zewnętrznym.
Jej wynikiem jest powstanie krzywej, tympanogramu, za pomocą której można zdiagnozować m.in. pęknięcie błony bębenkowej, infekcje ucha środkowego, niedrożność trąbki Eustachiusza i nieprawidłowość zanikania odruchu strzemiączkowego.